# Данія-Норвегія
Данія-Норвегія (дан. та норв. Danmark–Norge) — союз королівств Данії та Норвегії, до якого також входили норвезькі володіння Фарери, Ісландія та Гренландія. Однак у тої час цей термін не використовувався, а держава зазвичай називалася "den danske krone" (kron zu Dennemarck) або "Tvillingrigerne". Унію між королівствами було укладено 1536 року після закінчення Кальмарської унії, вона діяла до 1814 року. Назагал державу називали Королівством Данії, оскільки в союзі домінувала саме Данія. Столицею монархія була данська столиця Копенгаген. 1460 року король Кристіан I приєднав землі Шлезвігу та Гольштейну. Назва Данія-Норвегія виникла з титулу монарха: Король Данії та Норвегії, Вендів та Ґотів.
Адміністрація використовувала дві офіційні мови, данську та німецьку, і протягом кількох століть існували обидві Данська канцелярія (данська Danske Kancelli) і Німецька канцелярія (данська Tyske Kancelli).

## Колонії

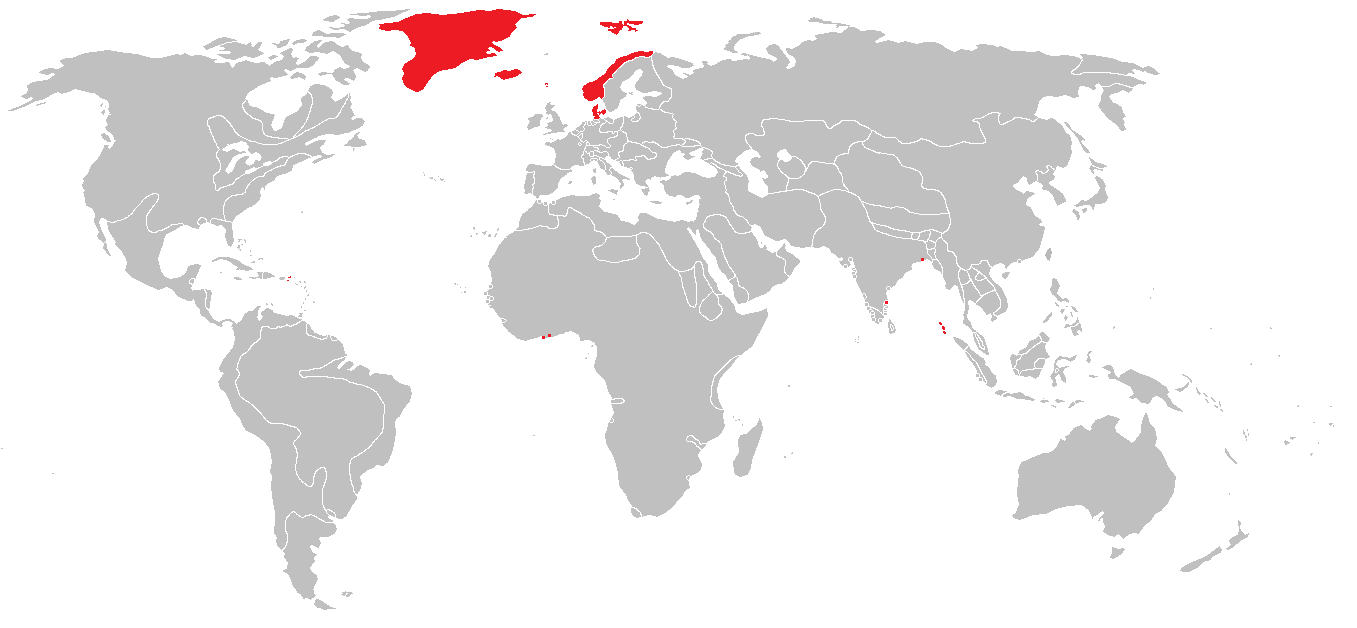
Данія–Норвегія та її володіння, прибл. 1800

За часів Данії-Норвегії вона постійно володіла різними заморськими територіями.
З XVII століття королівства придбали колонії в Африці, Карибському басейні та Індії. У період свого розквіту імперія становила близько 2,655,564.76 км2 (1,025,319 кв. мил.), після розпаду унії, в 1814, всі заморські території увійшли до складу Данії.

### Індія
Данія-Норвегія утримувала численні колонії з XVII по XIX століття в різних частинах Індії. До колоній входили міста Транкебар і Серампор. Останні поселення, які контролювала Данія, були продані Сполученому Королівству в 1845. Права на Нікобарські острови були продані в 1869.

### Кариби
Данія-Норвегія заснувала Датську Вест-Індію з центром на Віргінських островах. Ця колонія була однією з найтриваліших колоній Данії, поки її не продали Сполученим Штатам у 1917. Вона стала Віргінськими островами США.

### Західна Африка
У регіоні Золотого узбережжя Західної Африки Данія-Норвегія з часом також контролювала різні колонії та форти. Останні форти, що залишилися, були продані Сполученому Королівству в 1850 з Данії.

## Нотатки
1. ↑  . Володіння Данії–Норвегії (станом на 1800)

  - Данія: 4 292 546 км2 (1 657 361 миля2)
  - Норвегія: 324 220 км2 (125 180 миля2)
  - Шлезвіг-Гольштейн: 1 576 318 км2 (608 620 миля2)
  - Гренландія: 2 166 086 км2 (836 330 миля2)
  - Ісландія: 103 000 км2 (40 000 миля2)
  - Фарерські острови: 1 399 км2 (540 миля2)
  - Данська Індія: 164 813 км2 (63 635 миля2)
  - Данська Вест-Індія: 400 км2 (150 миля2)
  - Данський Золотий Берег: 126 км2 (49 миля2)